# Les Platons
Les Platons sont le point culminant des îles Anglo-Normandes avec 136 mètres d'altitude, dans la paroisse de La Trinité, dans le Nord de l'île de Jersey.
Un émetteur d'ondes radioélectriques et une station de radar sont situés sur Les Platons.

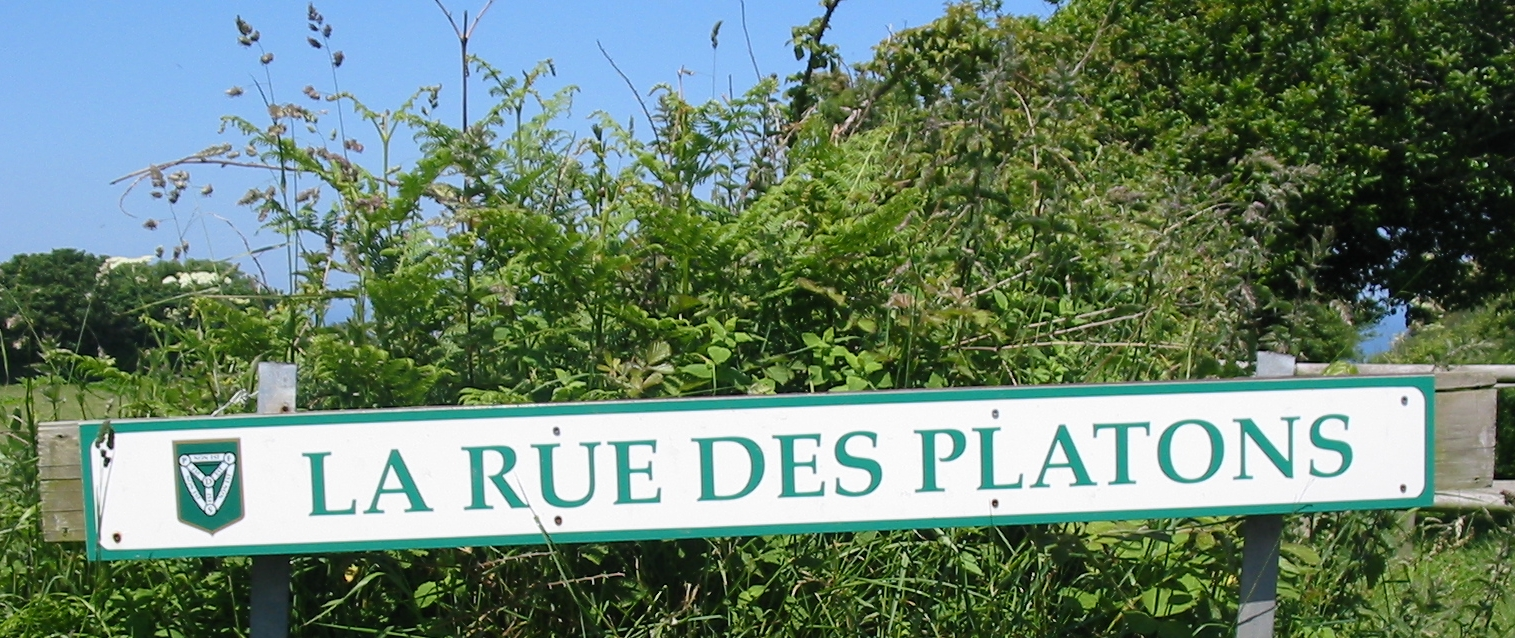
La rue des Platons dans la paroisse de La Trinité.